# Iñaki Arriola
Ignacio María Arriola López, más conocido como Iñaki Arriola López (Éibar, Guipúzcoa, 7 de octubre de 1959), es un abogado y político español del Partido Socialista de Euskadi-Euskadiko Ezkerra, actual consejero de Planificación Territorial, Vivienda y Transportes del Gobierno regional vasco de coalición entre el PNV y el PSE-EE, presidido por Iñigo Urkullu. Anteriormente fue consejero de Vivienda, Obras Públicas y Transportes desde 2009 hasta 2012 con el lendakari Patxi López. Igualmente, ejerció como consejero de Medio Ambiente, Planificación Territorial y Vivienda en la XI legislatura regional.
En la XII legislatura autonómica, ejerce como consejero de Planificación Territorial, Vivienda y Transportes del Gobierno Vasco.

## Biografía
Licenciado en Derecho por la Universidad del País Vasco, accedió al ayuntamiento de Éibar como concejal (1983-1993), para más tarde ser su alcalde (1993-2008) en sustitución de Aurora Bascaran tras su marcha inesperada del consistorio. 
Fue diputado en el Parlamento Vasco de 1991 a 1993, y miembro de las Juntas Generales de Guipúzcoa de 1999 a 2009. Desde el 18 de mayo de 2008, secretario general del PSE-EE en Guipúzcoa. 
Tras Patxi López ser investido Lendakari en las elecciones al Parlamento Vasco de 2009, fue nombrado consejero de Vivienda, Obras Públicas y Transportes.
En 2011 anuncia una ley que garantiza una vivienda a todos aquellos que tengan pocos recursos.
El impulso a las obras del Tren de Alta Velocidad (TAV) fue una de sus prioridades al frente de la Consejería de Vivienda, Obras Públicas y Transportes durante la IX legislatura. Cuando llegó al Gobierno Vasco sólo estaba en obras un tramo del TAV en Guipúzcoa, la única parte que compete al Gobierno Vasco. Para mitad de legislatura ya había 13 tramos en obras y 3 más licitados. Asimismo, ha desarrollado el proyecto de Metro de Comarca de San Sebastián.
Entre 2016 y 2020, durante la XI legislatura autonómica, ejerce de consejero de Medio Ambiente, Planificación Territorial y Vivienda del Gobierno de coalición entre el PNV y el PSE-EE, presidido por Iñigo Urkullu. En la XII legislatura, también bajo la presidencia de Iñigo Urkullu, funge como consejero de Planificación Territorial, Vivienda y Transportes, por lo que asume de nuevo el desarrollo del tren de alta velocidad y de las demás infraestructuras dependientes del Gobierno regional.
El 30 de abril de 2024, tras la dimisión de Idoia Mendia en sus cargos gubernamentales, asume interinamente el cargo de vicelehendakari segundo del Gobierno vasco.